# Samuel Rayner

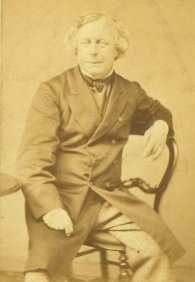
Samuel Rayner 1865

Samuel Rayner, född 15 april 1806 i Colnbrook, Buckinghamshire, död 1879, var en brittisk konstnär. Han är mest känd för sina akvareller föreställande byggnader och deras interiörer, samt kloster, kyrkor och äldre herrgårdar. Redan vid 15 års ålder fick han med en teckning av Malmsbury Abbey till en utställning vid Royal Academy of Arts. Hans hustru Ann Rayner var gravör på svart marmor från Ashford och sex av deras barn blev professionella konstnärer.
Samuel Rayner föddes år 1806 på Colnbrook i Buckinghamshire (numera i Berkshire). Cirka 1812 flyttade hans föräldrar (Samuel, född omkring 1781, och Margaret (född Wiggins)) till London och drev en järnhandel i Marylebone. Samuels pappa dog vid 36 års ålder i slutet av maj 1817, och begravdes i Colnbrook Baptist Chapel. Samuel var elva vid denna tid, och det verkar som hans rika farfar Thomas (som dog året därpå) kan ha uppmuntrat honom att måla. Som femtonåring var Rayner elev hos antikvarien John Britton. En studiekamrat som gav honom konstnärlig inspiration var George Cattermole. Samuel fick med ytterligare en målning av Malmsbury Abbey (West Front) på en utställning i Royal Academy 1822, och omkring den tiden fick han utbildning i "architectural draughtsmanship" hos John Britton. Under de kommande åren gjorde han studieresor tillsammans med andra konstnärer, för att rita och skissa detaljer på byggnader och monument. Han specialiserade sig på landskapsmålningar laverade i sepia, samt arkitektoniska och historiska ämnen i akvarell. Hans objekt vid utställningar på Royal Academy var mestadels engelska katedraler och kloster, oftare interiör- än exteriörbilder.

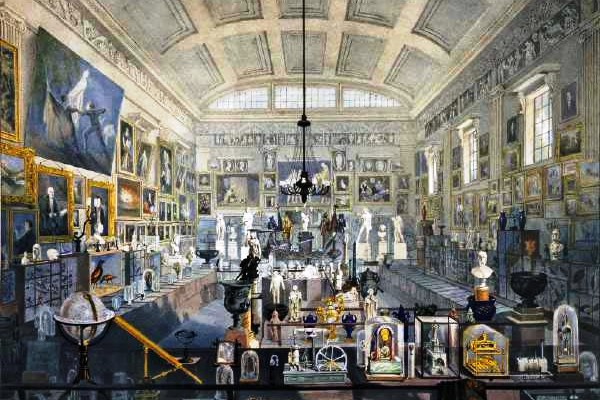
Derbys First Exhibition 1839

Rayner blev anfader till en konstnärssläkt. År 1823 träffade han Anne Manser, som var fyra år äldre och redan känd som konstnär. De gifte sig 1824 och deras första barn föddes i London. Sex av deras barn blev målare. Louise Rayner är det mest kända av Samuel och Anns barn. Hennes syskon var Ann ("Nancy"), Margaret, Rose, Frances och Richard. Nancy Rayner var påverkad av Octavius Oakley och hon var den första att erkännas som en framstående konstnär men hon dog av lungsot vid 28 års ålder. Samuel invaldes i "Royal Watercolour Society" år 1845 men uteslöts 1851 efter en ekonomisk skandal. Några av hans verk kan ses på Derby Museum and Art Gallery, bland annat hans  målning Derby exhibition (1839) som visar de första åren av vad skulle senare bli Derby Museum and Art Gallerys samlingar. I denna målning ingår Romeo och Julia av Joseph Wright of Derby som är till vänster på den bakre väggen.